# Victor Boștinaru
Victor Boștinaru, (n. la 17 mai 1952, în comuna Valea Mare, județul Dâmbovița), este un fost deputat român în legislatura 1990-1992, ales în județul Dâmbovița pe listele partidului FSN. În legislatura 1992-1996 și 1996-2000, a fost ales deputat pe listele partidului PD.  

## Studii
A absolvit liceul din Găești, județul Dâmbovița, apoi a obținut licența la Facultatea de Istorie Geografie din cadrul Universității din București, specializarea istorie. 
Între anii 1974 și 1989 a fost profesor de istorie și geografie.  

## Activitate parlamentară
În decembrie 2007 a fost ales eurodeputat din partea  Partidului Social Democrat (PSD). În cadrul activității sale parlamentare în legislatura 1990-1992, Victor Boștinaru a fost membru în grupurile parlamentare de prietenie cu Bulgaria, Franța, Spania și Belgia. În legislatura 1996-2000, Victor Boștinaru a fost membru în grupurile parlamentare de prietenie cu Japonia și Siria. 

Eurodeputatul PSD Victor Boștinaru

## În cadrul Parlamentului European este:
- Prim-vicepreședinte al Delegației pentru relațiile cu Republica Populară Chineză
- Membru al Comisiei pentru Dezvoltare Regională (REGI)
- Membru al Comisiei pentru Petiții (PETI) și coordonatorul Grupului S&D în această comisie de lucru a Parlamentului European
- Membru al Delegației pentru relațiile cu Albania, Bosnia și Herțegovina, Serbia, Muntenegru și Kosovo
- Membru al Grupului informal „Prietenii europeni ai Israelului” din Parlamentul European
- Președintele Grupului informal „Prietenii Serbiei” din Parlamentul European

În memoria fiicei sale, decedată în ianuarie 1989 de leucemie, a fondat Fundația „Alexandra”, al cărei scop este sprijinirea copiilor bolnavi de cancer.

## Biografie
- Pagina oficială a eurodeputatului Victor Boștinaru - Secțiunea "Despre" Arhivat în 22 februarie 2014, la Wayback Machine.
- Fișa personală a eurodeputatului Victor Boștinaru pe pagina oficială a Parlamentului European
- Raportul de activitate al eurodeputatului Victor Boștinaru în Parlamentul European (mai 2009 - decembrie 2013) - PDF, limba română Arhivat în 22 februarie 2014, la Wayback Machine.